# 臺灣混成旅團
臺灣混成旅團成立於1939年（昭和15年）1月，組成為旅團本部、5支獨立步兵大隊、旅團砲兵隊、旅團工兵隊、旅團通信隊等單位構成，總兵力約5000人。
該旅團特色是戰力較正規主力部隊為火力遜色，主要使用化學武器。之所以稱為台灣混成旅團，是因為該旅團成員來自臺灣軍或其轄下的臺灣守備隊（前身為臺灣守備混成旅團）。
1937年之前，組成成員均為日本內地籍軍人。
臺灣混成旅團番號改編自曾經參與淞滬會戰與武漢會戰的波田支隊，其後的飯田支隊，也曾在戰役中使用生化武器。之後，參與欽洲會戰、長沙會戰，並開始招募台灣籍兵士。
1940年（昭和15年）和步兵第47聯隊編組了第48師團。
1941年該師團隸屬第14軍，則被派往南洋作戰。